# Família K1
Família K1 é um pequeno grupo de manuscritos do Novo Testamento. Ela pertence ao Texto-tipo Bizantino que é uma das famílias textuais desse grupo. Ele tem cinco uncials, e vários primeiros minuscules. É uma das subfamílias mais pequenas do tipo de texto Bizantino, mas um dos mais velhos. O grupo foi descoberto por Hermann von Soden. Hermann von Soden designou a família pelo símbolo K1.

## Members of the family
- Codex Vaticanus 354 indicado por S ou 028 (Gregory-Aland), 949 A.D.
- Codex Mosquensis II indicado por V ou 031 (Gregory-Aland), 9to século
- Codex Athous Dionysiou indicado por Ω ou 045 (Gregory-Aland), 8o/9o século
- Uncial 0211, 7o século
- Minúsculo 263, 13o século
- Minúsculo 272, 11o século
- Minúsculo 277, 11o século
- Minúsculo 382, 11o século
- (Minúsculo 399), 9o século
- Evangelhos de Uspenski indicado por 461 (Gregory-Aland), 835 A.D.
- Minúsculo 476, 11o século
- Minúsculo 500, 13o século
- Minúsculo 509, 12o século
- Minúsculo 655, 11o século
- Minúsculo 661, 11o século

## Leitura recomendada
- Hermann von Soden, Die Schriften des Neuen Testaments, in ihrer ältesten erreichbaren Textgestalt hergestellt auf Grund ihrer Textgeschichte, Verlag von Arthur Glaue, Berlin 1902-1910, pp. 713–757.